# Weymouth (Kanada)
Weymouth (pierwotnie Sissiboo) – wieś (village) w kanadyjskiej prowincji Nowa Szkocja, w hrabstwie Digby, nad rzeką Sissiboo River.
Miejscowość, która pierwotnie nosiła miano Sissiboo ze względu na położenie geograficzne, potem przyjęła współcześnie używaną nazwę pochodzącą od miasta Weymouth w amerykańskim stanie Massachusetts będącego miejscem pochodzenia niektórych osadników nowoangielskich zasiedlających w lecie 1765 te tereny. Dalszy napływ przybyszów, tym razem lojalistów, nastąpił po rewolucji amerykańskiej, w 1833 otworzono urząd pocztowy.